# Lagărul de concentrare Bergen-Belsen

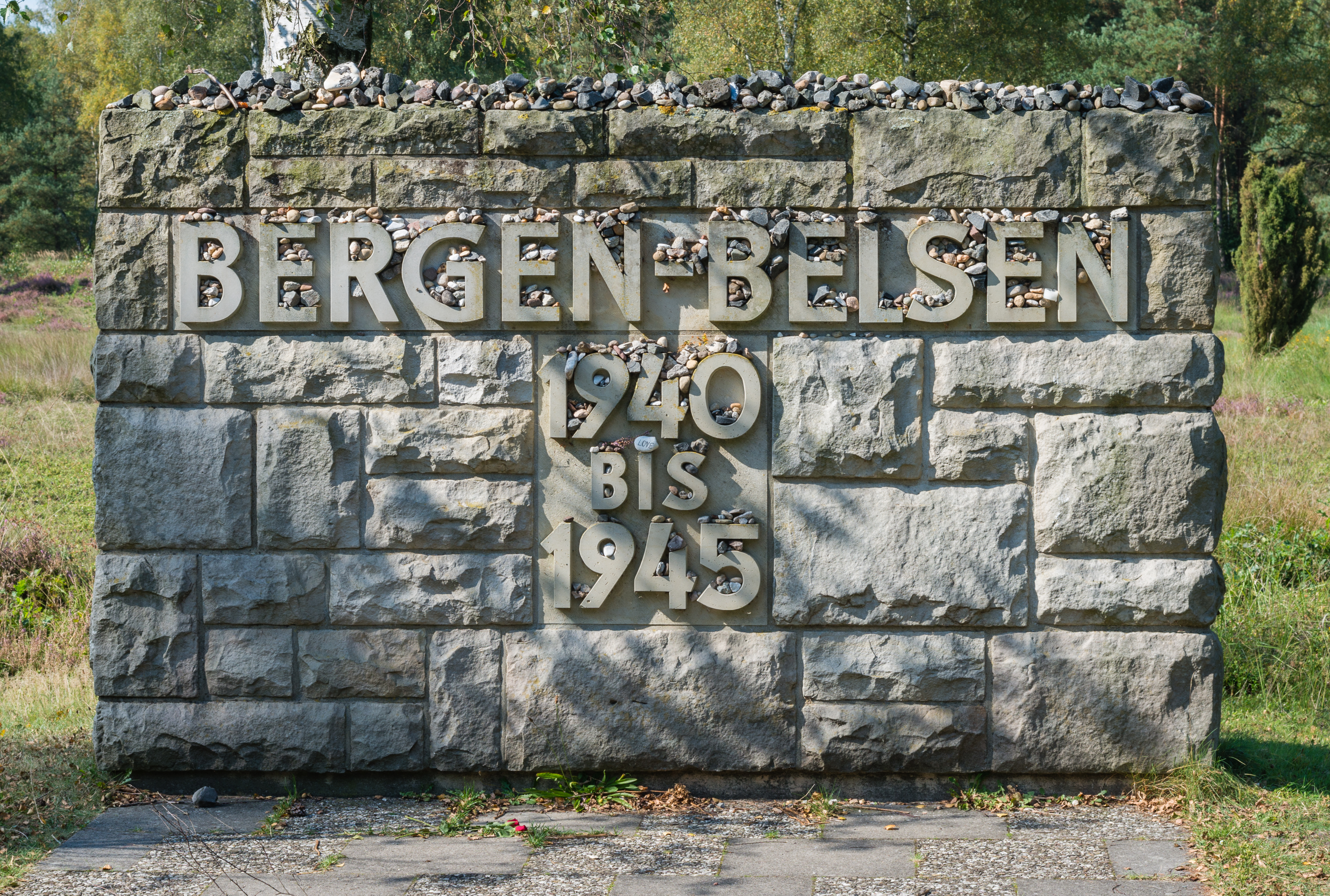
Lagărul de concentrare Bergen-Belsen - monument comemorativ.

Lagărul de concentrare Bergen-Belsen a fost un lagăr de concentrare și exterminare nazist situat la sud-vest de orașul Bergen, lângă Celle, landul Saxonia Inferioară (în germană Land Niedersachsen), în nordul Germaniei. Conceput inițial pentru prizonierii de război, apoi pentru evrei deținuți pentru eventuale schimburi de prizonieri, el a devenit un lagăr de repartiție a evreilor spre alte lagăre.

## Personalități exterminate la Bergen-Belsen
Între personalitățile ucise la Bergen-Belsen s-au numărat politicianul Heinrich Jasper (SPD) și scriitoarea Anne Frank.

## În film
Tatăl regizorului Roberto Benigni a fost deținut la Bergen-Belsen. Filmul La vita è bella a tematizat experiența respectivă.

## Legături externe
- Bergen-Belsen Memorial Arhivat în 15 mai 2006, la Wayback Machine.
- The United States' Holocaust Memorial website on Belsen
- Bergen-Belsen Death Camp from Holocaust Survivors and Remembrance Project: "Forget You Not"
- Film footage of Belsen concentration camp and its destruction Arhivat în 27 august 2011, la Wayback Machine.
- Harold Le Druillenec, from the Channel Islands, was the only British survivor of Bergen Belsen. This link is to his testimony at the Bergen-Belsen trial of his experience there.
- BBC Journalist Richard Dimbleby's original Radio Report from April 15.
- Frontline "Memory of the Camps" (includes footage of liberation of Belsen)
- The Belsen Trial of Joseph Kramer and 44 Others (full trial report) Arhivat în 24 octombrie 2013, la Wayback Machine.
- "A Personal Account" by Leonard Berney, Lt-Col R.A. T.D.(Rtd)
- Filmed Lecture of First-hand Account of the Liberation of Belsen by Leonard Berney, Lt-Col R.A. T.D.(Rtd)
- Map of the camp, Georgia Institute of Technology
- Pictures of the liberation at Time-Life Arhivat în 28 aprilie 2013, la Wayback Machine.
- Jewish Calendar and Prayers from Bergen-Belsen[nefuncțională]
- Bergen Belsen and Beyond Holocaust Diary